# Manuel Marcuz
Manuel Marcuz (Pordenone, 6 maggio 1972) è un ex calciatore italiano, di ruolo difensore.

## Carriera
Gioca 4 stagioni con la maglia dell'Udinese in Serie A (2 presenze) e in Serie B (una trentina di presenze). Il resto della carriera lo passa tra Serie C1 e Serie C2. Da ricordare sono i periodi passati con Sora e Padova dove ha giocato in entrambe le occasioni per tre stagioni consecutive.

## Palmarès

### Club

#### Competizioni nazionali
- Campionato italiano Serie C2: 1

Padova: 2000-2001